# Weißbrauenguan

Verbreitungsgebiet des Weißbrauenguan

Der Weißbrauenguan (Penelope jacucaca), Syn. Penelope jacu-caca ist eine Vogelart aus der Familie der Hokkohühner (Cracidae).
Die Art wurde als konspezifisch mit dem Weißschopfguan (P. pileata) und dem Rotbrustguan (P. ochrogaster) angesehen, ebenso als Unterart (Ssp.) des Weißstirnguans (P. superciliaris) betrachtet und als P. s. jacucaca bezeichnet.
Der Vogel ist endemisch im Caatinga-Biom im Nordosten Brasiliens (Ceará und Paraíba bis Bahia).
Der Lebensraum umfasst eine breite Vielfalt an Wäldern von trockener Caatinga bis küstennahe Restinga, von Meereshöhe bis etwa 1000 m Höhe.
Der Artzusatz kommt von der Bezeichnung „Jacú cáca“ in den Tupí-Sprachen für einen Guan.

## Merkmale
Die Art ist 65–70 cm groß. Wegweisend ist der weiße Überaugenstreif mit einer schmalen schwarzen Linie zum Auge hin abgegrenzt. Im Verbreitungsgebiet gibt es keinen anderen ähnlich großen schwärzlich-braunen Guan. Die Iris ist beim Männchen rötlich- oder blass-braun, beim Weibchen dunkelbraun.
Jungvögel haben noch keinen roten Kehllappen, sind am Vorderhals gelblich, die Orbitalhaut ist gelblich. Die weißliche Strichelung an Brust, Flanken und auf den Flügeln ist noch weniger deutlich.
Die Art unterscheidet sich vom Bronzeguan (P. obscura) durch längere und hervorstechende weiße Strichelung auf der Flügeloberseite, den deutlicheren Überaugenstreif und die blassen Beine.

## Geografische Variation
Die Art ist monotypisch.

## Stimme
Die Lautäußerungen werden als hupend, aber weniger laut oder knirschend beschrieben. Mehrere Vögel erzeugen ein Durcheinander von “ga-ga-ga-...” oder “ga-o-o-o-...”, aber auch Pfeifgeräusche und ein ziemlich lautes, weithin hörbares “sh-sh-..-ga-ga-..” kommen vor.  Zum Balzverhalten in der Regenzeit gehören Flügelschlagen ähnlich wie beim Haubenguan (P. purpurascens).

## Lebensweise
Die Art ist vermutlich ein Standvogel.
Die Nahrung besteht vermutlich aus herabgefallenen Früchten, Pflanzensamen und auch Insekten, die auf dem Erdboden gesucht werden. Besonders während der Trockenzeit werden Wasserstellen aufgesucht. Die Art kann in Gruppen von bis zu 7 Individuen auftreten.
Das Nest in einem Baum oder auf einer Palme wird aus Stöckchen gebaut und mit trockenen Blättern ausgekleidet. Das Gelege besteht aus 2–3 weißen Eiern.

## Gefährdungssituation
Der Bestand gilt als „gefährdet“ (Vulnerable) aufgrund Habitatverlustes und Bejagung.